# Mi amor sin tiempo
Mi amor sin tiempo és una telenovel·la mexicana produïda per Carlos Moreno per a TelevisaUnivision. És protagonitzat per Karla Esquivel, Andrés Baida, Leticia Calderón, Juana Arias, Mane de la Parra i Alejandro Camacho. Es va emetre a Las Estrellas del 15 de juliol a l'1 de novembre de 2024.

## Repartiment i personatges
- Karla Esquivel com Fátima
- Andrés Baida com Sebastián
- Leticia Calderón com Greta
- Juana Arias com Bárbara
- Mane de la Parra com Daniel
- Karyme Lozano com Renata
- Alejandro Camacho com Federico
- Michael Ronda com Adrián
- Yolanda Ventura com Lucía
- Luz María Jerez com Ana
- Alma Delfina com Jesusa
- Eric del Castillo com Álvaro
- Federico Ayos com Pablo
- Mauricio Abularach com Mario
- Damiana Bej com Triana
- Andrea de Fátima com Brenda
- Denia Agalianou com Carla
- Alejandra Andreu com Verania
- Paola Toyos com Genoveva
- Julia Argüelles com Carolina
- Rafaella Gavira Bigorra com Macarena
- Claudia Zepeda com Maricruz
- Raquel Morell com Maggie
- Laura Luz com Carmen
- María Marcela com Sara
- Roberto Mateos com José
- Ian Andrade com Remigio
- José Elías Moreno com Gonzalo
- Michel Duval com Claudio Altamirano[4]